# Alteritat
L'alteritat és la concepció de les altres persones com a diferents de la pròpia identitat. És un concepte filosòfic encunyat per Emmanuel Lévinas però de llarga tradició històrica, ja que un dels objectius de la filosofia ha estat sempre saber què vol dir ser "jo" per oposició a la resta. És un concepte filosòfic que consisteix a substituir la pròpia perspectiva per la de l'altre. Així l'alteritat consisteix a prendre consciència del punt de vista de l'altre, considerar-lo com a vàlid i tenir-lo present.
L'alteritat reconeix que les altres persones tenen característiques diferents, per això se sol usar per definir grups culturals. Davant de la diferència, hom estableix una imatge mental dels que l'envolten i interacciona amb aquesta imatge. Així, l'alteritat pot ser una altra raça, país, sexe, classe social o el conjunt de la humanitat, en funció de la imatge que hom tingui d'un mateix, del rol que adopti. Per exemple, en tant que una persona es percep com a metge, l'alteritat és tota la resta de professions. Però quan es percebi com a ciutadà europeu, canviarà el concepte de l'altre. Per això es parla sempre d'imatges d'alteritat.
L'alteritat tal com la coneixem actualment està molt influenciada pels estudis d'Emmanuel Lévinas, qui va desenvolupar i va donar nom a diverses alteritats. Dins dels diferents tipus d'alteritats que ens va presentar Lévinas destaca l'alteritat radical. Aquesta sembla que és la que aplica de forma més estrica la idea d'alteritat buscant nous sentits als conceptes que aplica. Lévinas diu que el “sentit comú”, en el que tota persona basa la seva existència perquè és la base de l'estructura de la nostra realitat, deixant fora de combat l'alteritat, la capacitat de posar-se en la pell de l'altre.
L'alteritat radical doncs consisteix a donar un nou sentit al “sentit comú”. Segons Lèvinas el fet que la filosofia occidental estructurés les idees donant-li una racionalitat basada en una societat influenciada per uns objectius era un error i proposa buscar a l'infinit i posar en dubte el “tot” per poder anar més enllà i poder observar un nou “sentit”. Així doncs l'alteritat radical consisteix a buscar un nou sentit al “sentit comú” per poder posar-se en la pell d'un altre sense influències i així poder comprendre millor el “sentir” de l'altre sense influències de cap mena.
L'alteritat en literatura. S'entén per certs corrents literaris i historiadors que per tal d'estudiar textos literaris d'èpoques passades (com per exemple textos medievals) és important entendre la història i el passat per copsar el significat que els lectors, en un període històric concret, podien donar a les seves lectures. Segons Jauss la literatura transforma la societat alhora que l'experiència del lector condiciona la interpretació literària, el significat literari depèn precisament d'aquesta relació entre el lector i el text. De la mateixa manera, un text que, per una determinada època, no és molt significatiu, ho pot ser en un futur, per uns altres lectors.

## Postures davant l'alteritat
L'alteritat fa qüestionar la identitat i per això històricament ha provocat diferents posicions o reaccions
- Tolerància: s'admet la diferència i el dret de ser diferents, no hi ha intents de canvi ni d'integració de l'alteritat dins allò considerat propi
- Etnocentrisme: es considera l'alteritat en els termes marcats per la pròpia personalitat o els codis culturals apresos, pot desembocar en un sentiment de superioritat, com en el racisme
- Fòbia: es veu els altres com a font de problemes i s'esquiva al màxim el contacte o la interacció per por a canviar la pròpia manera d'ésser, va lligada a grups molt autàrquics o a individus amb problemes de relació social (recull també el concepte de Sartre: "els altres són l'infern").
- Relativisme: se subratlla la diferència entre els grups o persones
- Assimilacionisme: s'intenta eliminar l'alteritat a través de l'assimilació als propis codis

## Debats
Considerant la personalitat humana holísticament, l'alteritat no és només cultural o geogràfica, és una qüestió comuna a tota persona en qualsevol lloc del planeta. Comença dins de les mateixes societats occidentals que estan fins i tot llastrades pel patriarcalisme d'home blanc adult heterosexual lliure i productiu enfront de la dona, el dependent, la persona amb altres opcions sexuals, diferent cultura a la dominant o minories ètniques i religioses. Aquest patriarcat s'entrellaça amb el capitalisme i el racisme que utilitzen l'opressió per a justificar l'acumulació de capital (Adlbi, 2017). Perquè el capitalisme funcioni ha d'existir una classe oprimida i/o que treballi gratuïtament com les cures invisibles dins de l'àmbit familiar (Federicci, 2013), necessita aquesta divisió racial i colonial, ja que el sistema atorga diferents nivells d'humanitat a les persones segons el gènere, la classe, la nacionalitat, la religió o l'orientació sexual, entre d'altres. S'estableix un sistema de classificació jerarquitzada on l'acumulació de riquesa es troba en els estaments superiors. Per acabar amb això cal lluitar contra tots els caps del monstre alhora o es reconstituirà contínuament. Aquest repte abraça totes les societats del planeta. És necessari incorporar tots els discursos i estratègies de qualsevol comunitat oprimida per a aconseguir l'aplicació dels drets humans universals.
Cal tenir en compte totes les opressions, no només les que ens afecten a nosaltres com a societat concreta. I, fonamentalment, són les persones que pateixen aquestes violències les que han de decidir com és l'estratègia que volen seguir per a afrontar-les. És necessari posar en marxa la Interseccionalitat, terme encunyat per Kimberle Williams Crenshaw (1991). Aquesta teoria suggereix que és necessari veure totes les dimensions que formen part d'una persona i estudiar totes les identitats superposades que interaccionen alhora, tenint en compte que les violències que pateix una persona no actuen independentment, sinó que estan interrelacionades creant múltiples formes de discriminació.
Al tractar el problema de manera global, les polítiques han de dissenyar-se per a preservar el dret a la diferència. L'alteritat endògena i exògena requereix una concreció en polítiques de comprensió i tractament d'aquesta diferència dels “altres”.
Un punt de partida per aquestes polítiques són les propostes tant teòriques com pràctiques que es van duent a terme des de la Cultura de Pau, propostes que parteixen del diàleg i no de la confrontació, de la solució consensuada dels conflictes i no de la imposició d'un model vertical i jeràrquic.
La percepció de l'altre com una amenaça a la seguretat pròpia, com una invasió que afecta els costums locals i, per tant, que genera una pèrdua d'identitat per a la societat d'acollida i que afecta l'economia local, entre moltes altres qüestions, és una problemàtica social, que troba legitimitat en les polítiques i normatives locals. En conseqüència, les institucions es doten de mecanismes administratius i burocràtics que faciliten l'exclusió legalitzant-la. Per tant, el mecanisme al revés és possible i ha de desenvolupar polítiques concretes que comencin en el sistema escolar i es concretin en el lloc de treball o en l'espai públic.